# Sérvia nos Jogos Olímpicos de Inverno de 2018
A Sérvia participou dos Jogos Olímpicos de Inverno de 2018, realizados na cidade de Pyeongchang, na Coreia do Sul. 
Foi a terceira aparição do país em Olimpíadas de Inverno desde a sua estreia como país independente nos Jogos de 2010, em Vancouver. Esteve representado por quatro atletas que competiram no esqui alpino e no esqui cross-country.

## Desempenho

### Esqui alpino
Feminino
| Atleta            | Evento         | Descida 1 | Descida 2 | Total   | Pos. |
| ----------------- | -------------- | --------- | --------- | ------- | ---- |
| Nevena Ignjatović | Combinado      | 1:42.88   | 42.23     | 2:25.11 | 14º  |
| Nevena Ignjatović | Slalom         | 52.10     | 51.38     | 1:43.48 | 26º  |
| Nevena Ignjatović | Slalom gigante | 1:14.41   | 1:10.99   | 2:25.40 | 26º  |

Masculino
| Atleta          | Evento         | Descida 1 | Descida 2 | Total   | Pos. |
| --------------- | -------------- | --------- | --------- | ------- | ---- |
| Marko Stevović  | Combinado      | 1:24.47   | DSQ       | DSQ     | DSQ  |
| Marko Stevović  | Downhill       |           |           | 1:49.50 | 51º  |
| Marko Stevović  | Slalom         | DNF       | DNF       | DNF     | DNF  |
| Marko Stevović  | Slalom gigante | 1:17.42   | 1:15.79   | 2:33.21 | 45º  |
| Marko Stevović  | Super-G        |           |           | 1:31.70 | 46º  |
| Marko Vukićević | Combinado      | 1:21.31   | 50.43     | 2:11.74 | 25º  |
| Marko Vukićević | Downhill       |           |           | 1:45.36 | 41º  |
| Marko Vukićević | Slalom         | DNF       | DNF       | DNF     | DNF  |
| Marko Vukićević | Slalom gigante | 1:14.64   | 1:16.71   | 2:31.35 | 41º  |
| Marko Vukićević | Super-G        |           |           | DNF     | DNF  |

### Esqui cross-country
Masculino
| Atleta       | Evento                | Qualificatória | Qualificatória | Quartas     | Quartas     | Semifinal   | Semifinal   | Final       | Final       |
| Atleta       | Evento                | Tempo          | Pos.           | Tempo       | Pos.        | Tempo       | Pos.        | Tempo       | Pos.        |
| ------------ | --------------------- | -------------- | -------------- | ----------- | ----------- | ----------- | ----------- | ----------- | ----------- |
| Damir Rastić | 15 km livre           |                |                |             |             |             |             | 37:47.5     | 68º         |
| Damir Rastić | Velocidade individual | 3:50.65        | 75º            | Não avançou | Não avançou | Não avançou | Não avançou | Não avançou | Não avançou |

Legenda
| Recorde mundial      | Recorde mundial (World record)               |                       | Recorde africano                      | Recorde africano (African) |                                           | Q | Classificado por posição (Qualified) |
| Recorde olímpico     | Recorde olímpico (Olympic record)            | Recorde da América    | Recorde da América (Americas)         | q                          | Classificado por melhor tempo (Qualified) |   |                                      |
| Melhor marca do ano  | Melhor marca do ano (World leading)          | Recorde asiático      | Recorde asiático (Asian)              | DNS                        | Não largou (Did not start)                |   |                                      |
| Recorde nacional     | Recorde nacional (National record)           | Recorde europeu       | Recorde europeu (European)            | DNF                        | Não terminou (Did not finish)             |   |                                      |
| Recorde pessoal      | Recorde pessoal do atleta (Personal best)    | Recorde da Oceania    | Recorde da Oceania (Oceania)          | DSQ / DQ                   | Desclassificado (Disqualified)            |   |                                      |
| Recorde da temporada | Recorde da temporada do atleta (Season best) | Recorde sul-americano | Recorde sul-americano (South America) | NM                         | Sem marca (No mark)                       |   |                                      |